# Belikurip
Belikurip is een bestuurslaag in het regentschap Wonogiri van de provincie Midden-Java, Indonesië. Belikurip telt 2865 inwoners (volkstelling 2010).